# Le Manoir des fantômes
Le Manoir des fantômes est une revue tout d'abord publiée en petit format noir et blanc dans la collection « Comics Pocket » des éditions Arédit/Artima de juin 1975 à mars 1983 (26 numéros), puis en albums couleurs de mars 1981 à septembre 1983 dans la collection « Artima Color DC SuperStar » (8 numéros).
Il s'agit essentiellement de traductions françaises de comics DC fantastiques et d'horreur, tels que Tales of Ghost Castle, House of Mystery, Ghosts, House of Secrets,  Unexpected, Secrets of Haunted House, Secrets of Sinister House, Mister Miracle, Night Force, OMAC, Ragman, Sandman, etc.